# III. třída okresu Ústí nad Orlicí 2024/2025
III. třída okresu Ústí nad Orlicí 2024/2025 byl 32. ročník III. třídy okresu Ústí nad Orlicí, jedné ze skupin 9. nejvyšší fotbalové soutěže. V této sezóně se utkalo 11 týmů dvoukolovým systémem podzim – jaro. Jediným novým klubem v soutěži byly TJ Albrechtice u Lanškrouna, sestoupivší tým z II. třídy okresu Ústí nad Orlicí 2023/24. Vítězem ročníku se staly právě Albrechtice, do 8. ligy Orlickoústecka 2025/26 však postoupily pouze celky TJ Sokol Dolní Třešňovec a TJ Sokol Verměřovice.
Do sezóny vstoupilo 11 týmů, dokončilo jí však pouze 10. TJ Sokol Libchavy „B“ se totiž ze soutěže po druhém kole jarní části odhlásily.

## Tabulka
Zdroj:
| Poř. | Tým                             | Z  | V  | R | P  | VG | OG | B  |
| ---- | ------------------------------- | -- | -- | - | -- | -- | -- | -- |
| 1.   | TJ Albrechtice u Lanškrouna (S) | 18 | 15 | 1 | 2  | 59 | 23 | 46 |
| 2.   | TJ Sokol Dolní Třešňovec        | 18 | 14 | 0 | 4  | 77 | 26 | 42 |
| 3.   | TJ Dolní Čermná                 | 18 | 12 | 1 | 5  | 66 | 33 | 37 |
| 4.   | TJ Sokol Verměřovice            | 18 | 9  | 3 | 6  | 55 | 29 | 30 |
| 6.   | TJ Sokol Rudoltice              | 18 | 9  | 2 | 7  | 47 | 33 | 29 |
| 6.   | TJ Sokol Klášterec nad Orlicí   | 18 | 7  | 2 | 9  | 42 | 72 | 23 |
| 7.   | AFK Kunvald                     | 18 | 5  | 2 | 11 | 36 | 64 | 17 |
| 8.   | TJ Sokol Helvíkovice            | 18 | 5  | 1 | 12 | 36 | 62 | 16 |
| 9.   | Sokol Boříkovice                | 18 | 4  | 2 | 12 | 33 | 56 | 14 |
| 10.  | TJ Sokol Těchonín               | 18 | 1  | 4 | 13 | 28 | 81 | 7  |

Poznámky:
- Z = Odehrané zápasy; V = Vítězství; R = Remízy; P = Prohry; VG = Vstřelené góly; OG = Obdržené góly; B = Body; (S) = Mužstvo sestoupivší z vyšší soutěže

|  | Postup do II. třídy okresu Ústí nad Orlicí 2025/2026 |

## Nejlepší střelci ročníku
Tabulka prvních 5 střelců ročníku
| Pořadí | Hráč           | Tým                      | Počet gólů |
| 1.     | Michal Štarman | TJ Sokol Dolní Třešňovec | 36         |
| 2.     | Michal Hynek   | TJ Sokol Verměřovice     | 17         |
| 3.     | Robin Pecháček | TJ Dolní Čermná          | 16         |
| 4.     | Martin Bednář  | TJ Dolní Čermná          | 15         |
|        | Jakub Tejkl    | TJ Sokol Rudoltice       | 15         |